# بطولة أوروبا للألعاب المائية 1989
بطولة أوروبا للألعاب المائية 1989 هو الموسم الـ 19 من بطولة أوروبا للألعاب المائية، عقد في الفترة 15–20 أغسطس من 1989، وجرت المنافسات في مدينة بون، ألمانيا الغربية، ونظمت من قبل الاتحاد الأوروبي للسباحة.

## النتائج
| م        | الذهبية         | الفضية           | البرونزية |
| -------- | --------------- | ---------------- | --------- |
| الفائزين | ألمانيا الشرقية | الاتحاد السوفيتي | فرنسا     |